# Jestem
Chansons représentant la Pologne au Concours Eurovision de la chanson
Legenda
(2010) My Słowianie
(2014)
Jestem (en polonais Je suis) est la chanson représentant la Pologne au Concours Eurovision de la chanson 2011. Elle est interprétée par Magdalena Tul.

## Sélection
La chaîne nationale polonaise Telewizja Polska (TVP) diffuse l'événement en Pologne et organise le processus de sélection. Krajowe Eliminacje 2011 est la finale nationale organisée par TVP afin de sélectionner la candidature polonaise au Concours Eurovision de la chanson 2011 grâce à un télévote public. L'émission a lieu le 14 février 2011. Jestem l'emporte avec 44,47% des voix parmi les dix chansons présentées.
Il est rapporté que la chanteuse interpréterait la version anglaise de Jestem, intitulée First Class Ticket to Heaven avec des paroles de Tul elle-même avec Osmo Ikonen et Brian Allan, à l'Eurovision. Cela est nié par TVP, déclarant que la sortie de la version anglaise est uniquement à des fins de promotion et que la version en langue polonaise serait interprétée lors du concours, tandis que Tul révèlera en 2019 que la version anglaise fut retirée par son équipe en raison de conflits avec Allan.

## Eurovision
Le 17 janvier 2011, un tirage au sort a lieu, il place chaque pays dans l'une des deux demi-finales, ainsi que dans quelle moitié du spectacle ils se produiraient. La Pologne est placée dans la première demi-finale, qui aura lieu le 10 mai 2011, et doit se produire dans la première moitié du spectacle. L'ordre de passage pour les demi-finales est décidé par un autre tirage au sort le 15 mars 2011 et, en tant que l'un des cinq pays wildcard, la Pologne choisit d'ouvrir le spectacle.
Magdalena Tul participe aux répétitions techniques les 1er et 5 mai, suivies des répétitions générales les 9 et 10 mai. Cela comprend l'émission du jury le 9 mai, au cours de laquelle les jurys professionnels de chaque pays regardent et votent sur les candidatures en compétition.
La chanson est la première de la soirée, précédant Haba Haba interprétée par Stella Mwangi pour la Norvège.
Le spectacle polonais met en vedette Magdalena Tul exécutant une chorégraphie dans un costume blanc et argenté, aux côtés de quatre danseuses vêtues de blanc, dont deux qui assurent également des chœurs. Les écrans LED de la scène affichent un mur de style disco de projecteurs clignotants alternant en bleu et en rouge. La performance présente également des effets de fumée et de flammes pyrotechniques. Les costumes de scène sont conçus par le designer Kuba Bonecki, tandis que le chorégraphe du spectacle polonais est Michał Szuba. Les interprètes qui rejoignent Tul sur scène sont Anna Sochacka, Iga Turek, Joanna Gogolińska et Kalina Kasprzak. Un autre choriste masculin, Artur Bomert, fait également partie de la performance.
À la fin du spectacle, la Pologne n'est pas annoncée parmi les 10 premiers participants à la première demi-finale et ne se qualifie pas pour participer à la finale. Il est révélé plus tard que la Pologne s'est classée dix-neuvième et dernière de la demi-finale, recevant un total de 18 points.

### Points attribués à la Pologne
| 12 points     | 10 points           | 8 points  | 7 points   | 6 points |
| ------------- | ------------------- | --------- | ---------- | -------- |
|               |                     |           |            |          |
| 5 points      | 4 points            | 3 points  | 2 points   | 1 point  |
| - Royaume-Uni | - Géorgie - Hongrie | - Norvège | - Lituanie |          |